# Mineral (Illinois)
Mineral – wieś w Stanach Zjednoczonych, w stanie Illinois, w hrabstwie Bureau.